# Bruce Smith (attore)
Bruce Smith (1880 – New York, 17 dicembre 1942) è stato un attore statunitense.
Il suo esordio cinematografico risale a 1914, quando iniziò a lavorare come attore per la Balboa Amusement Producing Company.

## Filmografia
- The Human Soul (1914)
- The Square Triangle, regia di Bertram Bracken - cortometraggio (1914)
- The Heart of a Brute, regia di Bertram Bracken - cortometraggio (1914)
- The Jest of Jealousy - cortometraggio (1915)
- Neal of the Navy, regia di William Bertram e W.M. Harvey - serial (1915)
- The Red Circle, regia di Sherwood MacDonald - serial (1915)
- The Shrine of Happiness, regia di Bertram Bracken (1916)
- Spellbound, regia di Harry Harvey (1916)
- Pay Dirt, regia di Henry King (1916)
- From the Deep - cortometraggio (1916)
- A Job for Life - cortometraggio (1917)
- Mentioned in Confidence, regia di Edgar Jones (1917)
- The Wildcat, regia di Sherwood McDonald (1917)
- The Yellow Bullet, regia di Harry Harvey - mediometraggio (1917)
- The Phantom Shotgun, regia di Harry Harvey - cortometraggio (1917)
- The Climber, regia di Henry King - cortometraggio (1917)
- The Understudy, regia di William Bertram (1917)
- Who Is Number One?, regia di William Bertram (1917)
- Feet of Clay, regia di Harry Harvey (1917)
- Whatever the Cost, regia di Robert Ensminger (1918)